# Шаса (Горж)
Шаса (рум. Șasa) насеље је у Румунији у округу Горж у општини Данешти. Oпштина се налази на надморској висини од 263 m.

## Становништво
Према подацима из 2002. године у насељу је живело 378 становника, од којих су сви румунске националности.